# Cristián Chaparro
Cristian Raúl Chaparro (San Isidro, Provincia de Buenos Aires, Argentina, 19 de octubre de 1975) es un exfutbolista argentino que jugó como mediocampista y es entrenador FIFA PRO desde 2016. Ha militado en diversos clubes de Argentina, Chile, Bolivia, Colombia, Ecuador y Guatemala. Es especialmente recordado por ser quién rompió la desastrosa racha de Ferro de más de 800 minutos sin hacer goles en el Clausura 1999, partido que Ferro empató 2 a 2 con River Plate. Integró el plantel de la selección argentina sub-20 que ganó el campeonato mundial de Qatar en el año 1995, primer título de la exitosa gestión de José Pekerman al frente de las selecciones juveniles argentinas.
Desde el 2015 hasta 2019 trabajó como comentarista deportivo para TV Azteca Guatemala con participación  en los mundiales juveniles y mayores, masculinos y femeninos. Copas Mundiales, Futsal, Fut Playa, trasmisiones de Champions League 2016, 2017, 2018. Liga MX 2018, Liga Nacional de Fútbol de Guatemala para Tigo Sports. Panelista y conductor Programa deportivo Los Protagonistas 2015-2018

## Clubes
| Club               | País      | Año       |
| ------------------ | --------- | --------- |
| Ferro Carril Oeste | Argentina | 1994-2000 |
| Huracán            | Argentina | 2000-2001 |
| Cobresal           | Chile     | 2001-2002 |
| Barcelona          | Ecuador   | 2002      |
| Audax Italiano     | Chile     | 2003      |
| Municipal          | Guatemala | 2003-2004 |
| Jorge Wilstermann  | Bolivia   | 2004      |
| La Gomera FC       | Guatemala | 2005      |
| Cúcuta Deportivo   | Colombia  | 2005      |
| Deportes Quindío   | Colombia  | 2006      |
| San José           | Bolivia   | 2007      |
| Almagro            | Argentina | 2007      |
| Municipal          | Guatemala | 2008      |
| Aurora FC          | Guatemala | 2009-2010 |